# Benny Lindelauf
Benny Lindelauf (Sittard, 15 december 1964) is een Nederlands schrijver van kinderboeken, woonachtig in Rotterdam.

## Loopbaan
Lindelauf studeerde inrichtingswerk aan de Mikojelacademie en dans aan de Theaterschool in Amsterdam. Na te zijn afgestudeerd werkte hij mee aan verschillende (jeugd)theaterproducties, zowel als acteur als als danser.
In 1998 verscheen zijn eerste boek Omhoogvaldag, waarna nog verschillende andere boeken verschenen. Naast kinderboeken schrijft Lindelauf ook teksten voor jeugdtheatergezelschappen.
De historische roman Negen open armen is vertaald in zes talen, waaronder het Tsjechisch en Koreaans. Ook andere boeken zijn in vertaling verschenen.

## Erkenning in Nederland
| bekroning                          | jaar | boek                                 | uitgever | opmerking                                                                |
| ---------------------------------- | ---- | ------------------------------------ | -------- | ------------------------------------------------------------------------ |
| Woutertje Pieterse Prijs           | 2021 | Hele verhalen voor een halve soldaat | Querido  | Samen met illustrator Ludwig Volbeda                                     |
|                                    | 2011 | De Hemel van Heivisj                 | Querido  |                                                                          |
| Zilveren Griffel                   | 2021 | Hele verhalen voor een halve soldaat | Querido  | Illustrator Ludwig Volbeda won de Gouden Penseel en een Zilveren Penseel |
| Gouden Lijst                       | 2017 | Hoe Tortot zijn Vissenhart Verloor   | Querido  | Samen met illustrator Ludwig Volbeda                                     |
| Halewijnprijs & Reinaerttrofee     | 2016 | Hoe Tortot zijn Vissenhart Verloor   | Querido  | Illustrator Ludwig Volbeda                                               |
| Nienke van Hichtum-prijs           | 2011 | De Hemel van Heivisj                 | Querido  |                                                                          |
| Dioraphte Jongerenliteratuur Prijs | 2011 | De Hemel van Heivisj                 | Querido  |                                                                          |
| Gouden Zoen                        | 2005 | Negen open armen                     | Querido  |                                                                          |
| Thea Beckman-prijs                 | 2004 | Negen open armen                     | Querido  |                                                                          |

| nominatie                | jaar | boek                               | uitgever | opmerking                            |
| ------------------------ | ---- | ---------------------------------- | -------- | ------------------------------------ |
| Woutertje Pieterse Prijs | 2017 | Hoe Tortot zijn Vissenhart Verloor | Querido  | Samen met illustrator Ludwig Volbeda |

## Internationale erkenning
| land             | prijs                  | jaar | boek                               | uitgever             | opmerking                            |
| ---------------- | ---------------------- | ---- | ---------------------------------- | -------------------- | ------------------------------------ |
| Duitsland        | White Raven            | 2017 | Hoe Tortot zijn Vissenhart Verloor | Querido              | Samen met illustrator Ludwig Volbeda |
| Verenigde Staten | Batchelder Honor Award | 2015 | Nine Open Arms                     | Enchanted Lion Books | vertaling van: Negen open armen      |

| land      | nominatie                          | jaar | boek                                 | uitgever   | opmerking                                              |
| --------- | ---------------------------------- | ---- | ------------------------------------ | ---------- | ------------------------------------------------------ |
| België    | Kinder- en Jeugdjury Vlaanderen    | 2021 | Hele verhalen voor een halve soldaat | Querido    | Illustrator Ludwig Volbeda                             |
|           | De Kleine Cervantes                | 2018 | Hoe Tortot zijn Vissenhart Verloor   | Querido    | Samen met illustrator Ludwig Volbeda                   |
|           | Kinder- en Jeugdjury Vlaanderen    | 2017 | Hoe Tortot zijn Vissenhart Verloor   | Querido    | Illustrator Ludwig Volbeda                             |
|           | De Kleine Cervantes                | 2012 | De Hemel van Heivisj                 | Querido    |                                                        |
|           | De Kleine Cervantes                | 2006 | Negen open armen                     | Querido    |                                                        |
| Duitsland | Duitse Jeugdliteratuurprijs        | 2008 | Das Gegenteil von Sorgen             | Bloomsbury | vertaling van: Negen open armen                        |
| Italië    | Premio di Strega Ragazze e Ragazzi | 2017 | Nove Braccia spalancate              |            | vertaling van: Negen open armen vertaling: Anna Becchi |

## Bestseller 60
| Boeken met noteringen in de Nederlandse Bestseller 60 | Jaar van verschijnen | Datum van binnenkomst | Hoogste positie | Aantal weken | Opmerkingen                        |
| ----------------------------------------------------- | -------------------- | --------------------- | --------------- | ------------ | ---------------------------------- |
| Hele verhalen voor een halve soldaat                  | 2020                 | 21-04-2021            | 45              | 2            | in samenwerking met Ludwig Volbeda |